# Université d'État du Pará
L'université d'État du Pará (en portugais : Universidade do Estado do Pará, UEPA) est la seule université publique gérée par le gouvernement de l'État du Pará, au Brésil.

## Description
L'université compte plus de 14 000 étudiants inscrits dans ses 57 cours, dont 23 sont des programmes de premier cycle et 31 des programmes d'études supérieures diplômants (dont médecine et ingénierie). Ces programmes sont proposés sur les 20 campus de l'UEPA dans les villes de Belém (cinq campus), Paragominas, Conceição do Araguaia, Marabá, Altamira, Igarapé-Açu, São Miguel do Guamá, Santarém, Tucuruí, Moju, Redenção, Barcarena, Vigia de Nazaré, Cameta, Salvaterra et Castanhal.